# Liz Feldman
Liz Feldman (geboren 21. Mai 1977 in Brooklyn, New York City) ist eine amerikanische Komikerin, Drehbuchautorin und Fernsehproduzentin. Sie lebt in Los Angeles.

## Leben und Werk
Feldman wuchs in Brooklyn auf und begann ihre Karriere als Stand-up-Comedian mit 16. 1995 gab sie ihr Fernsehdebüt als Darstellerin und Autorin von All That beim Sender Nickelodeon. 
Liz Feldman studierte an der Boston University und bildete sich an den Instituten von The Second City und The Groundlings in Los Angeles als Comedy-Autorin und -Darstellerin weiter. Im Anschluss war sie als Drehbuchautorin für die Serien Blue Collar TV, Hot in Cleveland, die 79., 86. und 87. Academy Awards, 2 Broke Girls und die mit insgesamt vier Emmys prämierte The Ellen DeGeneres Show tätig. Sie schuf die NBC-Sitcom One Big Happy mit Elisha Cuthbert in der Hauptrolle, die von Ellen DeGeneres produziert wurde. Die Erkennungsmelodie von One Big Happy ist der Song Make Our Own Way auf dem Album Little Brutes von Feldmans Ehefrau Rachael Cantu.
Feldman ist die Schöpferin und ausführende Produzentin der Netflix-Comedy-Serie Dead To Me, die von Will Ferrell und Adam McKay produziert wird. Darüber hinaus ist Liz Feldman seit 2015 Gastgeberin der YouTube-Show This Just Out, einer „super low-budget-, super queeren, lächerlich selbstgezimmerten Talkshow“ mit lesbischen Promis.
Liz Feldman heiratete am 14. April 2013 die Musikerin Rachael Cantu.

## Preise und Nominierungen
- 2006: Daytime Emmy Award in den Kategorien Outstanding Talk Show und Outstanding Special Class Writing für The Ellen DeGeneres Show
- 2007: Daytime Emmy Award in den Kategorien Outstanding Talk Show und Outstanding Special Class Writing für The Ellen DeGeneres Show
- 2008: Daytime Emmy Awards, nominiert in den Kategorien Outstanding Talk Show/Entertainment und Outstanding Special Class Writing für The Ellen DeGeneres Show
- 2020: Writers Guild of America Award in der Kategorie Episodic Comedy für Dead to Me[7]
- 2020: Writers Guild of America Award, nominiert in der Kategorie New Series für Dead to Me